# Allenrolfea occidentalis
Allenrolfea occidentalis là loài thực vật có hoa trong họ Amaranthaceae. Loài này được (S.Watson) Kuntze mô tả khoa học đầu tiên năm 1891.

## Hình ảnh

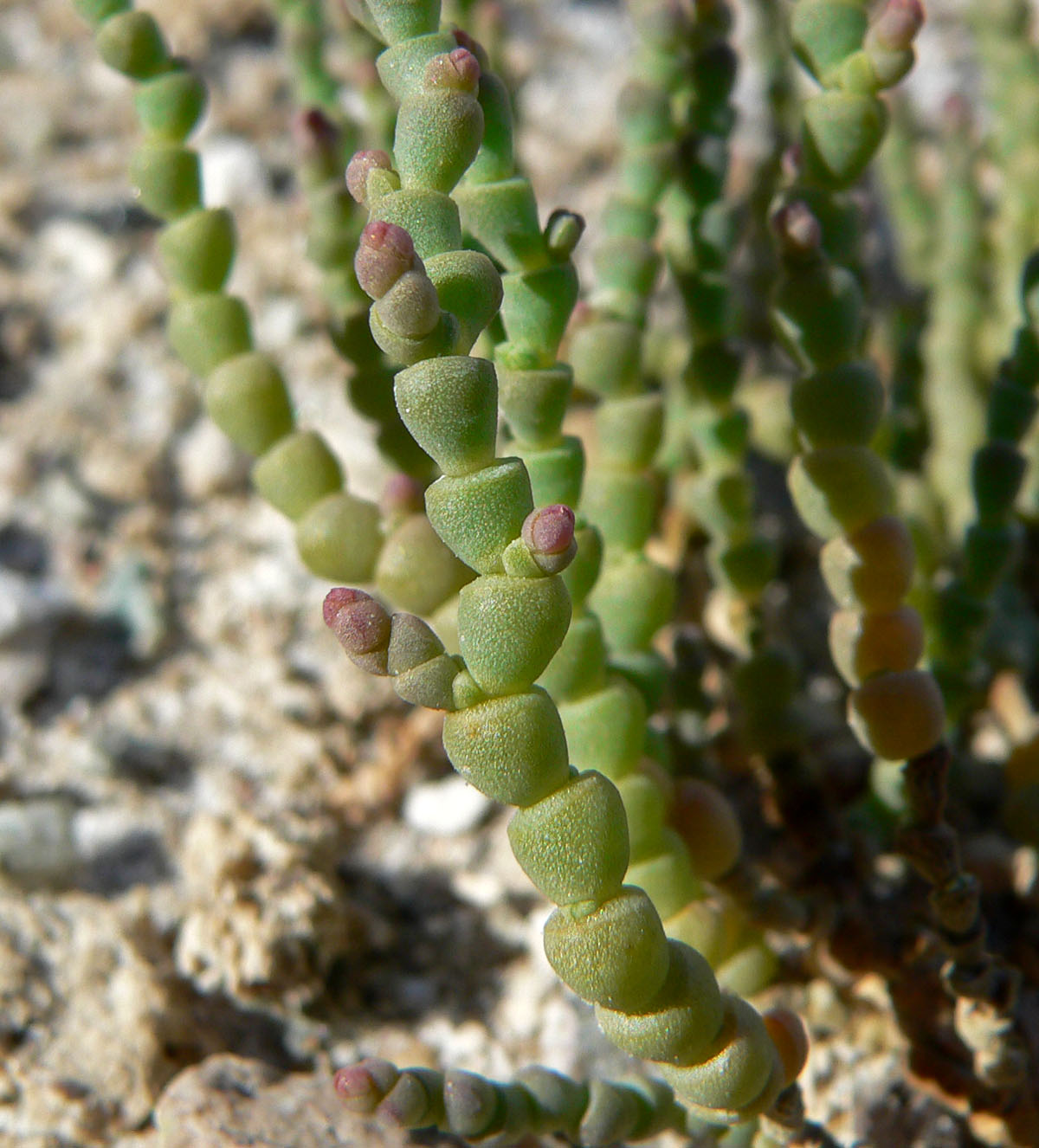
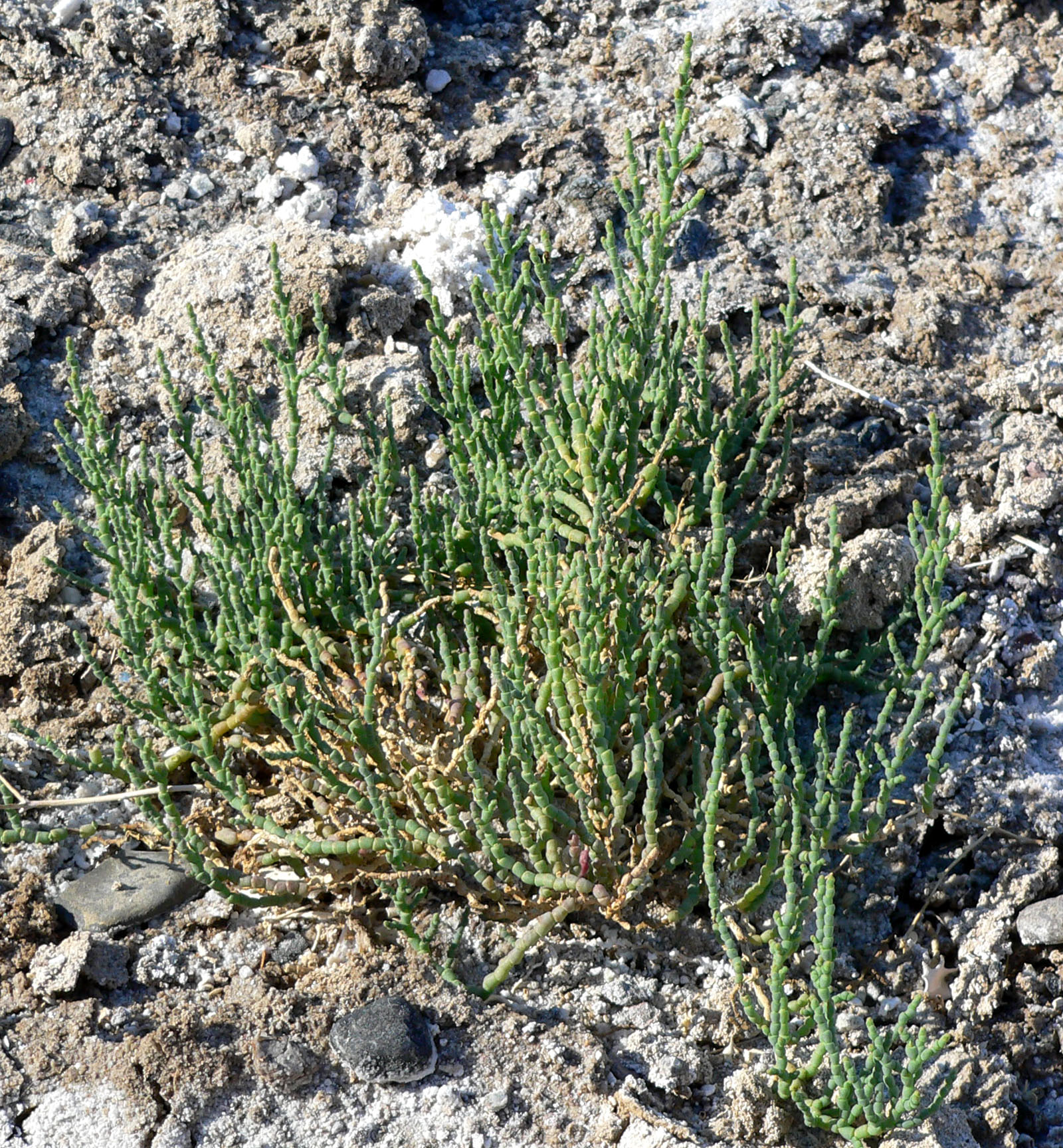